# Marie Claude Naddaf
Marie Claude Naddaf (àrab: ماري كلود نداف, Mārī Klūd Naddāf) és una monja i activista resident a Síria. El 1994 va esdevenir Mare Superiora al Convent del Bon Pastor de Damasc. El 1996 ella i el seu convent van obrir el «Refugi Oasi», el primer refugi de Síria per a víctimes del tràfic de persones i de la violència domèstica. També va començar Síria el primer telèfon d'ajuda, que de seguida esdevingué un canal perquè les dones demanessin ajuda davant casos d'emergència. També va crear una escola d'infermeres i un programa d'educació vocacional a la presó de dones de Damasc. El 2010 va rebre el Premi Internacional Dona Coratge.